# Babica (Beskid Makowski)
Babica (734 m n.p.m.) – szczyt w Beskidzie Makowskim. Wznosi się w Paśmie Babicy, oddzielającym kotlinę wsi Budzów i potoku Paleczka od doliny Raby i Myślenic. Zalesiona: porastające ją lasy wchodzą w skład jednego z najbardziej zwartych kompleksów leśnych na terenie Beskidu Średniego. Przez szczyt przebiega czerwony szlak turystyczny – tzw. Mały Szlak Beskidzki.

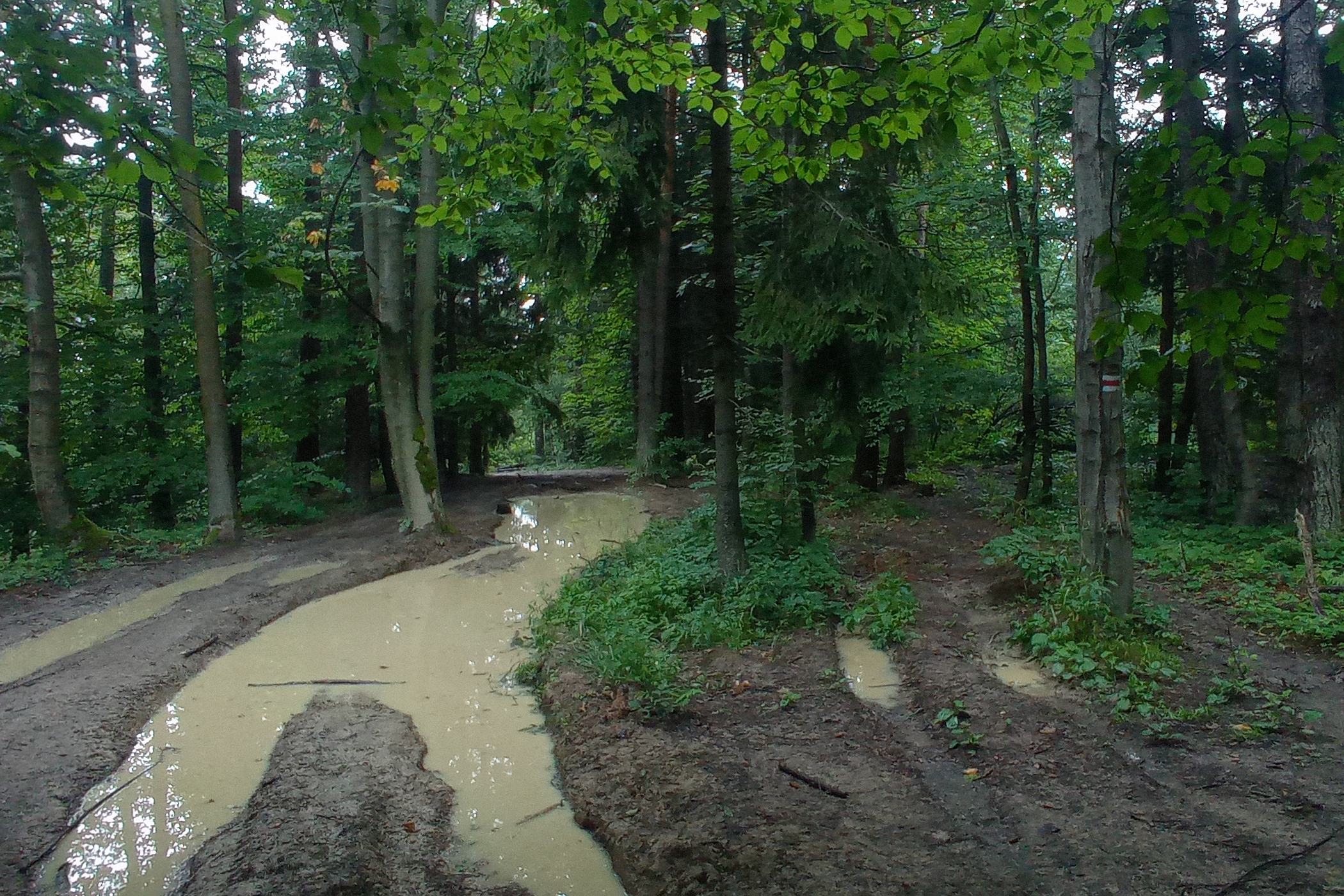
Płaszczowina szczytowa
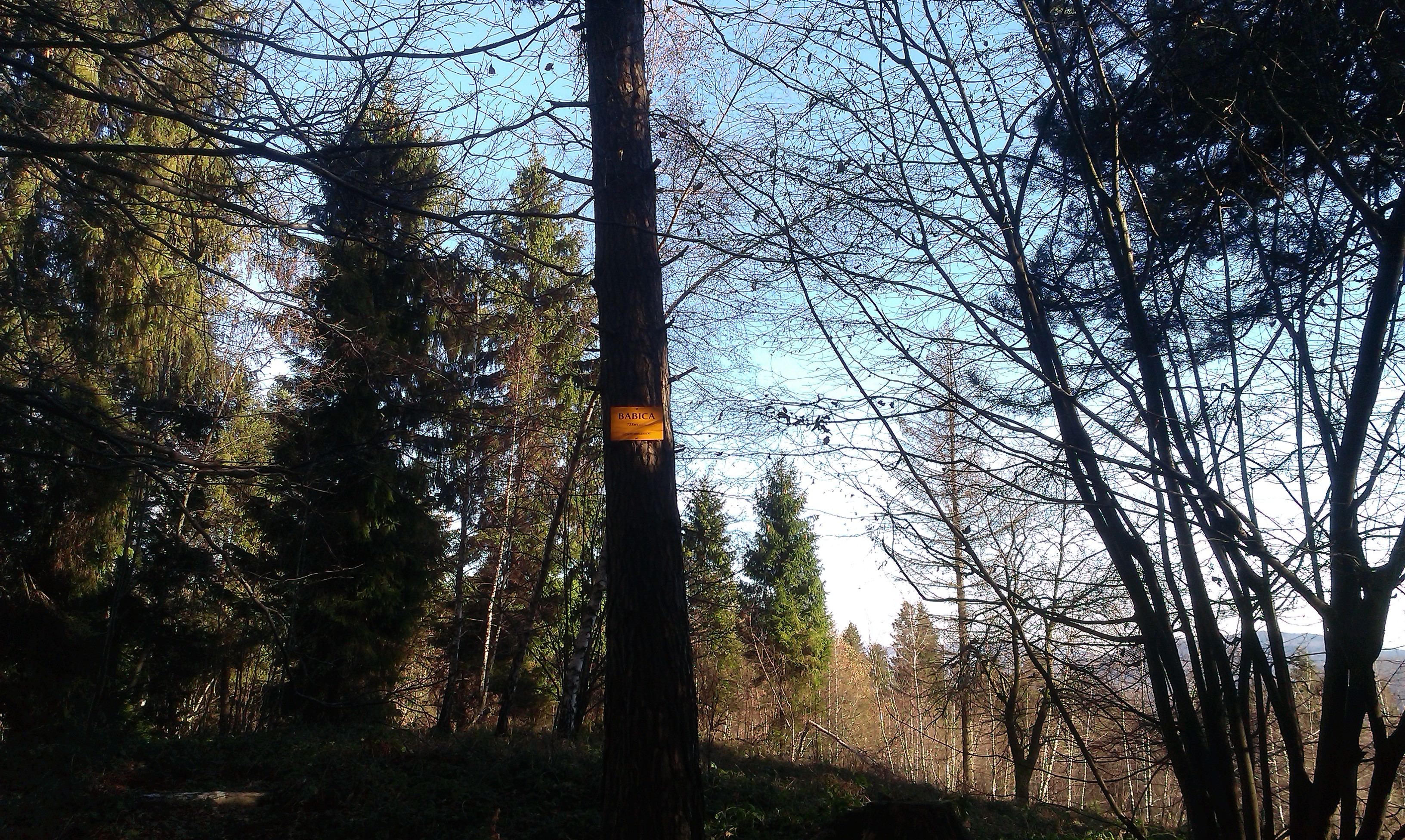
Na szczycie
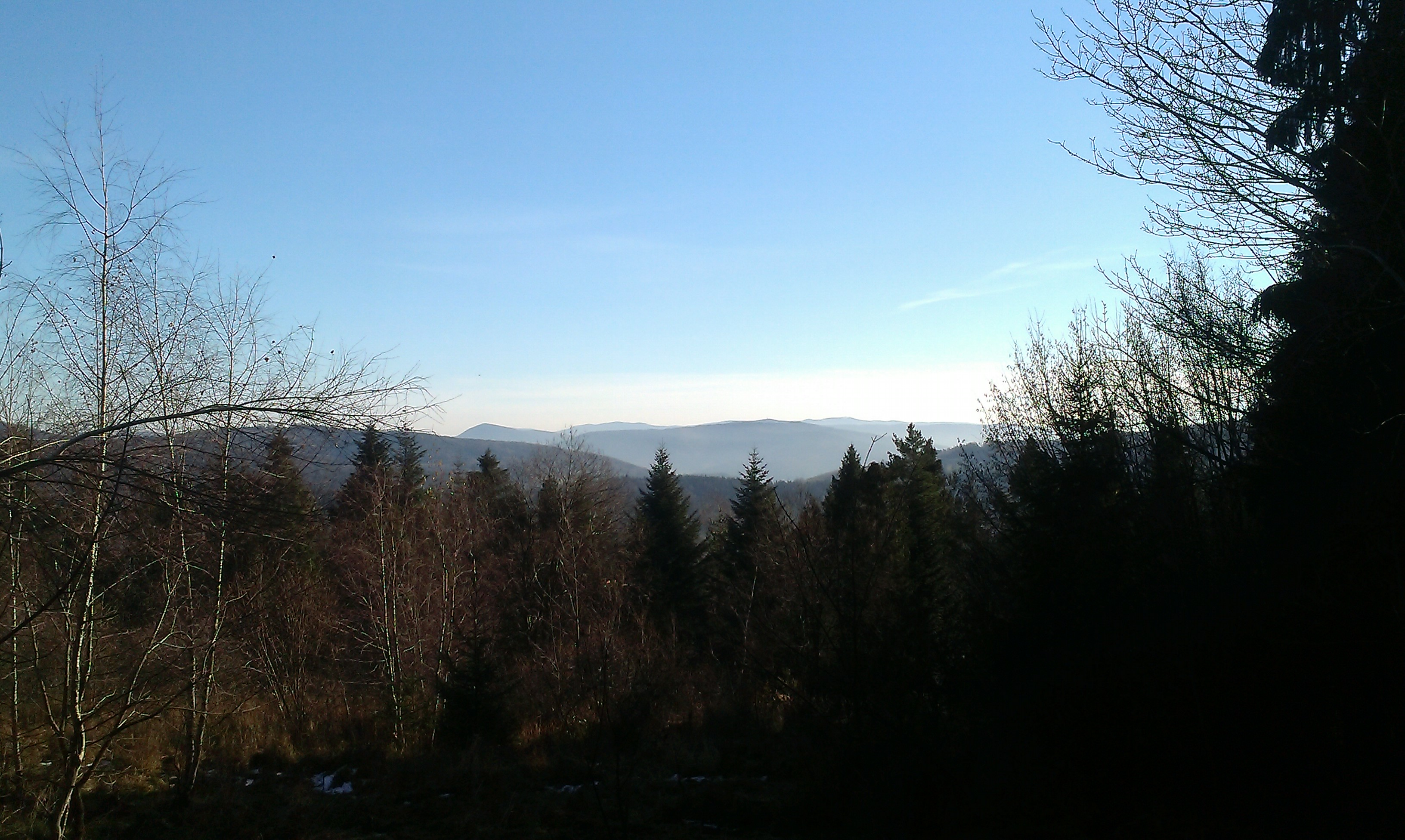
widok ze szczytu